# Ісаак Стерн
Ісаак (Айзек) Стерн (Штерн, англ. Isaac Stern; 21 липня 1920, Кременець, Тернопільщина — 22 вересня 2001, Нью-Йорк) — американський скрипаль.

## Життєпис
Народився в Україні в Кременці, в однорічному віці разом із сім'єю переїхав до Сан-Франциско. У 1928—1931 роках навчався в консерваторії Сан-Франциско в класі Луїса Персинджера й Наума Блиндера. Перший концерт зіграв у 13 років. Дебютував у 1936 році із Симфонічним оркестром Сан-Франциско, уперше виступив у нью-йоркському Карнегі-холі в 1943 році.
Уже ранні записи Стерна є яскравим свідченням його таланту: юний скрипаль грає блискуче, стильно й емоційно. У середині 1970-х років ряд критиків і слухачів відзначали спад у творчому зростанні музиканта, що виразилося (за деякими виключеннями) у надмірності й деякій безладності його інтерпретацій. І все-таки зроблені тоді Стерном записи скрипкових концертів Альбана Берга й Бели Бартока, а також його записи камерного репертуару з піаністом Олександром Закіним й у складі тріо з піаністом Юджином Істоміним і віолончелістом Леонардом Роузом дотепер цінуються досить високо. Тоді ж Стерн здійснив перші записи «Серенади» Леонарда Бернстайна й двох замовлених ним концертів у неоромантичному стилі — Кшиштофа Пендерецького й Джорджа Рочберга.
Стерн зіграв помітну роль у порятунку історичного залу Карнегі-хол, що на початку 1960-х років був приречений на знос через будівництво нових залів у Лінкольн-центрі. Він активно виступив за збереження Карнегі-холу й, домігшись цього, став президентом Ради Карнегі-холу і сприяв тому, щоб саме в цьому залі проходили найпрестижніші концерти.
Будучи з юності прихильником ідеї незалежної єврейської держави, Стерн часто виступав в Ізраїлі й надавав підтримку музикантам-емігрантам єврейського походження, зокрема скрипалям Пинхасу Цукерману й Іцхаку Перлману, піаністові й диригентові Даніелю Баренбойму. Стерн багато виступав також по всьому світу, за винятком Німеччини, куди принципово відмовлявся приїжджати.
Свій перший запис зробив у 1945 році для фірми «Колумбія»; згодом випустив більше 200 записів (нині ці записи публікуються фірмою «Sony Classics»). У 1981 році фільм про поїздку Стерна в Китай «Від Мао до Моцарта» одержав премію Академії в розряді повнометражних документальних фільмів. У 1984 році Стерн отримав премію Кеннеді-центру. У 1987 році — премію Греммі за «визначний артистичний внесок у сфері записів протягом життя».
За 60 років виконавської кар'єри виступав на більшості престижних сцен світу. Більшість концертів Стерна збереглися, записані на магнітофонну плівку (понад 200 записів 63 композиторів).
В автобіографічній книзі «Мої перші 79 років» відзначав вплив, який на нього як скрипаля мали Натан Мільштейн і Артюр Ґрюмйо.
Серед нагород Ісаака Стерна почесні звання та відзнаки, зокрема Гарвардського, Нью-Йорського, Колубійського, Оксфордського, Тель-Авівського університетів.
Помер у Нью-Йорку.